# Jacques Vergnes
Jacques Vergnes (Magalas, 21 luglio 1948 – 28 giugno 2025) è stato un calciatore francese, di ruolo attaccante.

## Carriera
In carriera giocò per numerose squadre di Division 1, categoria nella quale segnò in totale 153 reti.

## Palmarès

### Club

#### Competizioni internazionali
- Coppa delle Alpi: 1

Nimes: 1972